# Nieuw Moscou
Nieuw Moscou is een buurtschap in de gemeente Hoogeveen in de Nederlandse provincie Drenthe, tegen de grens van Overijssel. Nieuw Moscou heeft 580 inwoners.
Vermoedelijk is de naam Nieuw Moscou ontstaan halverwege de 19e eeuw, toen in Rusland de Krimoorlog werd uitgevochten. Net over de grens met Overijssel ligt de plaats De Krim, die vermoedelijk ook haar naam aan deze oorlog te danken heeft. De buurtschap kreeg deze naam omdat het zo ver weg van de bewoonde wereld (de plaats Hoogeveen) lag. Oorspronkelijk was er slechts één huis dat de naam Moscou droeg. Pas later werd de naam Moscou algemener gebruikt. Rond de Tweede Wereldoorlog kende de buurtschap Moscou officieel nog maar 6 huizen. De term "Nieuw Moscou" dateert van na de Tweede Wereldoorlog.
Het gebied waar Nieuw Moscou ligt, werd mogelijk al in de prehistorie bewoond. In 1637 was er voor het eerst moderne activiteit in het gebied, nadat in 1635 was afgesproken dat de Compagnie der 5000 morgen het gebied zou gaan beheren. Maar omdat het accent lag op de turfwinning in Hollandscheveld zou het nog geruime tijd duren voordat Nieuw Moscou bewoond werd. De eerste bewoner kocht in 1779 een stuk grond.
Rond Nieuw Moscou heeft lange tijd een strijd gewoed tussen Drenthe en Overijssel. Al in 1637 trof Jan Crul, de schulte van Hardenberg, maatregelen om ervoor te zorgen dat de arbeiders die greppels groeven hun werk zouden staken. Het conflict bleef lange tijd onbeslist. Op 29 augustus 1790 zouden mensen uit Overijssel een strooptocht op het gebied van Nieuw Moscou en Elim gehouden hebben, waarbij de oogst van de boekweitvelden werd geroofd. Op 27 maart 1792 besloot het Hof van Utrecht dat grote delen van het betwiste gebied toekwamen aan Hardenberg.